# Джобі Дайка
Джобі Дайка (англ. Jobie Dajka; 11 грудня 1981, Берк, Новий Південний Уельс — 4 квітня 2009, Аделаїда) — австралійський велогонщик, виступав на треку.

## Життєпис
Випускник Австралійського інституту спорту, від якого отримав звання спортсмена року серед юніорів 1999 року, а в 2002 та 2003 роках — нагороди за досягнення.
1998 року Дайка завоював срібло в командному спринті на юніорському чемпіонаті світу, через рік взяв в обох різновидах спринту золото, а також бронзу в гонці на 1 км. Однак на домашні Олімпійські ігри 2000 року в Сіднеї Джобі не потрапив, але вже 2001 року взяв свою першу нагороду на дорослому чемпіонаті світу — срібло в командному спринті. 2002 рік став найкращим в його кар'єрі, він виграв два золота: у кейріні на чемпіонаті світу і в командному спринті на Іграх Співдружності. Ще у 2002 році Джобі повіз з світової першості два срібла, а з Ігор Співдружності — одну бронзу. У 2003 році чемпіонат світу приніс австралійцеві два срібла.
Перед Олімпіадою 2004 року дискваліфікований за застосування допінгу австралієць Марк Френч заявив, що Дайка також користувався препаратами з його кімнати в Австралійському інституті спорту, але той все заперечував. Згодом тести показали, що Дайка користувався препаратами Френча, але допінгу у нього не виявили, після чого він зізнався, що брав у Марка звичайні вітаміни, але, тим не менш, австралійці самі його дискваліфікували на 4 місяці за те, що він зіпсував імідж збірної. Позов, поданий спортсменом в Арбітражний спортивний суд в Сіднеї, не увінчався для нього успіхом, і на Ігри він не поїхав.
Повернувшись у великий спорт, в березні 2005 року Дайка виграв бронзу у спринті на чемпіонаті світу, а вже у червні знов був дискваліфікований, тепер уже на 3 роки, за те, що напав на головного тренера збірної Мартіна Барраса. Також за цей проступок Дайку засудили до трьох місяців в'язниці умовно. Сам спортсмен пояснював подібну свою поведінку пристрастю до алкоголю і депресією. У грудні 2006 року дискваліфікацію з Джобі знято.
Увечері 7 квітня 2009 року бездиханне тіло спортсмена було знайдено в його власному будинку в Аделаїді, причини смерті встановлено не було. Смерть настала 4 квітня.

## Основні досягнення
1998
2-й командний спринт, Чемпіонат світу з трекових велоперегонів (юніори)
1999
3-й 1 км, Чемпіонат світу з трекових велоперегонів (юніори)
1-й спринт, Чемпіонат світу з трекових велоперегонів (юніори)
1-й командний спринт, Чемпіонат світу з трекових велоперегонів (юніори) (разом з Беном Керстеном і Марком Реншоу)
2001
2-й командний спринт, Чемпіонат світу з трекових велоперегонів (разом з Шоном Еді і Раяном Бейлі)
1-й кейрін, Кубок світу 2001, Іпох
2002
1-й командний спринт, Ігри Співдружності 2002 (разом з Шоном Еді і Раяном Бейлі)
1-й кейрін, Чемпіонат світу з трекових велоперегонів
2-й спринт, Чемпіонат світу з трекових велоперегонів
2-й командний спринт, Чемпіонат світу з трекових велоперегонів (разом з Шоном еді і Раяном Бейлі)
3-й спринт, Ігри Співдружності 2002
2003
2-й спринт, Чемпіонат світу з трекових велоперегонів
2-й кейрін, Чемпіонат світу з трекових велоперегонів
2004
2-й кейрін, Кубок світу 2004, Москва
3-й кейрін, Кубок світу 2004, Сідней
2005
3-й спринт, Чемпіонат світу з трекових велоперегонів
1st  спринт, Чемпіонат Австралії з трекових велоперегонів
3-й кейрін, Чемпіонат Австралії з трекових велоперегонів
2-й спринт, Кубок світу 2004–2005, Сідней
3-й командний спринт, Кубок світу 2004–2005, Сідней